# Polyommatus subtusradiata
Polyommatus subtusradiata är en fjärilsart som beskrevs av Charles Oberthür 1896. Polyommatus subtusradiata ingår i släktet Polyommatus och familjen juvelvingar. Inga underarter finns listade i Catalogue of Life.